# Cisão da Casa do Sino
A Cisão da Casa do Sino foi uma cisão ocorrida no seio da GLRP - Grande Loja Regular de Portugal que, desde a sua consagração a 29 de Junho de 1991, era a obediência maçónica Regular portuguesa internacionalmente reconhecida. A "GLRP - Grande Loja Regular de Portugal" existia sob duas égides: uma enquanto Obediência Maçónica — regida pelos Princípios e Landmarks da Maçonaria — e outra enquanto Associação Civil — regida pela lei do Estado Português. Entre a eleição do Grão-Mestre da Obediência — em Outubro — e a correspondente alteração dos corpos sociais da Associação Civil — em Janeiro — decorria um hiato temporal de vários meses. A cisão deu-se em 1996 quando, na sequência da eleição de novo Grão-Mestre, a facção cessante não cedeu o controlo da Associação Civil.[carece de fontes?]

## O Incidente
Fernando Teixeira foi, em 1991, o primeiro Grão-Mestre da GLRP - Grande Loja Regular de Portugal, cuja sede se situava então numa moradia na Av. Saboia, no Monte Estoril. Cerca de duas semanas depois, a 15 de Julho de 1991, é criada por escritura pública lavrada no 3.º Cartório Notarial de Lisboa a associação sem fins lucrativos 'Grande Loja Regular de Portugal'. O objectivo então foi regularizar, legal e administrativamente, a Obediência face ao Estado Português. Em 1995 a sede foi mudada para a chamada "Casa do Sino", em Cascais.
O Regulamento de então, imposto por Fernando Teixeira, dispunha que seria candidato único o Vice Grão-Mestre em funções, e que este seria eleito nem que tivesse apenas um voto a favor, independentemente do número de votos contra. Foi nestas condições que, a 28 de Setembro de 1996, no Estoril, foi eleito e instalado em sessão de Grande Loja o novo Grão-Mestre da GLRP, Luís Nandin de Carvalho. O resultado quantitativo da votação nunca foi divulgado e, de qualquer modo, era irrelevante à luz do regulamento então vigente.[carece de fontes?]
Contudo, maçons fiéis a Fernando Teixeira, encabeçados por João Braga Gonçalves (na altura Venerável Mestre da Loja General Gomes Freire de Andrade) contestaram a eleição do novo Grão Mestre, sob a alegação de violação por este de "obrigações e compromissos maçónicos". A principal acusação, de "insanidade maçónica" (expressão que não existia até então, e que só se encontra no contexto deste caso específico) decorreu de dois factos: da publicação do livro "Maçonaria Entreaberta", e da divulgação à comunicação social de uma fotografia (publicada na edição de 29 de novembro de 1996 do jornal "A Capital") de uma sessão de Grande Loja em que seriam reconhecíveis alguns membros.
Em reunião do Colégio de Grandes Oficiais, convocada para poucos dias antes do Natal, foi então deliberada por maioria de 40 dos 43 presentes a deposição de Nandim de Carvalho do cargo de Grão-Mestre, deliberação que terá sido posteriormente ratificada em sessão de Grande Loja. Contudo, ambos os eventos foram convocados de forma irregular, não tendo sido cumpridas as formalidades legais e regulamentares, [carece de fontes?] nomeadamente no que concerne prazos (a convocatória não foi feita com a antecedência requerida), convocação dos membros (nem todos foram convocados) e cumprimento da Ordem de Trabalhos. Por outro lado, o Colégio de Grandes Oficiais era constituído, na altura, por mais de uma centena de membros, pelo que apenas 43 não tinham, sequer, quorum.
João Braga Gonçalves tinha, por essa altura, tomado já o controlo da Universidade Moderna, da qual Luís Nandim de Carvalho também era sócio. A raiz última dos desentendimentos entre ambos adviria daí. O controlo da GLRP por João Braga Gonçalves foi, assim, um passo de entre muitos outros de âmbito mais alargado. As ligações entre ambas as organizações, bem como a agenda de Braga Gonçalves, revelaram-se ao longo de um processo judicial (o "Caso Moderna") ao abrigo do qual João Braga Gonçalves veio a ser condenado a mais de dez anos de prisão, e cujos contornos foram bem documentados pela comunicação social.
Não obstante o resultado da eleição maçónica do Grão-Mestre, a Casa do Sino estava arrendada em nome de Fernando Teixeira, e ainda não havia sido efectuada a alteração dos corpos sociais da Associação Civil, em cujo nome se encontravam todos os bens da GLRP. Foi com base neste facto que, na noite de 6 para 7 de Dezembro de 1996, os contestatários de Luís Nandim de Carvalho tomaram pela força a Casa do Sino com o recurso a uma empresa de segurança gerida por João Zoio, [carece de fontes?] confiscaram os arquivos e assumiram o controlo da Associação Civil "GLRP - Grande Loja Regular de Portugal" — a face civil da Obediência — e, com esta, da totalidade dos bens da GLRP, das contas bancárias, dos contratos, e do seu nome (que havia sido registado).
Era inútil para Luís Nandin de Carvalho o recurso aos Tribunais, ao Poder civil e às instituições do Estado, para reclamar para a Obediência a recuperação das instalações e o uso exclusivo do seu nome. Ainda chegou a ser interposta uma acção crime por causa da ocupação da Casa do Sino, em que foram absolvidos os arguidos quando Fernando Teixeira, na qualidade de inquilino, declarou ter autorizado a entrada nas instalações. De facto, uma vez que a figura de "Obediência Maçónica" não existe no ordenamento jurídico português, apenas a Associação Civil existia à luz da Lei do Estado, pelo que era esta a proprietária dos bens e titular dos contratos. Tendo tido os apoiantes de Fernando Teixeira cumprido as devidas formalidades legais, a sua posição era juridicamente sólida, pelo que ganharam a acção judicial cível reclamando a devolução de vários bens, pertencentes à "Grande Loja Regular de Portugal" e levados ilicitamente pelos seguidores de Nandin de Carvalho.

## O Rescaldo
Perante este revés, decidiu então Luís Nandim de Carvalho focar-se no essencial e não se preocupar com o acessório. O essencial era manter intocada a prática da Maçonaria segundo os princípios da Regularidade e, não obstante o golpe sofrido (com a ocupação das instalações da Obediência e a cisão) manter o Reconhecimento das Potências Maçónicas internacionais. O acessório era terçar armas por um nome e por um específico local. De qualquer modo, entrar numa luta pela designação da Obediência só possibilitaria confusões entre os menos bem informados e no estrangeiro.
Com o apoio de uma larga maioria das Lojas e dos Obreiros da GLRP, Luís Nandin de Carvalho tomou então a decisão, em sessão de Grande Loja, de aceitar a solidariedade e disponibilidade do Supremo Conselho dos Altos Graus do Rito Escocês Antigo e Aceite e, provisoriamente, deslocar a sede da Obediência para instalações cedidas por este Supremo Conselho, num bairro histórico de Lisboa. Posteriormente a Grande Loja assegurou a utilização das suas atuais instalações, no centro de Lisboa. Quanto ao nome, decidiu frisar bem, interna e externamente, onde residia a regularidade maçónica.
Assim, ainda em 1996 foi requerida ao Registo Nacional de Pessoas Colectivas uma denominação para nova Associação Civil de modo a restabelecer a legalidade democrática da sua actuação perante o Estado Português e, a 23 de Dezembro de 1996, no 2º Cartório Notarial de Lisboa, foi constituída por escritura pública a Grande Loja Legal de Portugal/GLRP (GLRP/GLLP), sob a forma de associação cultural sem fins lucrativos. A Assembleia Geral da Associação tem, nos termos estatutários, a designação de «Grande Loja Regular de Portugal». [carece de fontes?] Internacionalmente, e por força do espírito prático americano, a Obediência ficou comummente conhecida por Grande Loja Regular de Portugal (Legal).[parcial?][carece de fontes?]
Se a questão jurídica lhe foi desfavorável, já numa perspetiva maçónica sucedeu o oposto. Todas as autoridades dos Altos Graus em Portugal, o Capítulo do Arco Real, o Supremo Conselho 33 e os Cavaleiros Templários do Rito Escocês Rectificado rejeitaram a posição da GLRP, e declararam apenas reconhecer a jurisdição do Grão-Mestre eleito, Luís Nandin de Carvalho, sob as actividades da Grande Loja Legal de Portugal. Progressivamente, a vasta maioria das Grandes Lojas Regulares de todo o mundo declarou que, de facto, apenas reconhecia o Grão-Mestre eleito e indevidamente destituído, Luís Nandin de Carvalho, e portanto a Grande Loja Legal de Portugal. Os passos seguintes foram a conferência de Grão-Mestres, em Tulsa (EUA), a 19 de Fevereiro de 1997, e a conferência Inter Americana (da maçonaria da América Central e do Sul), que não só reconfirmaram o reconhecimento da regularidade que a maioria absoluta das Grandes Lojas Regulares europeias havia já feito, como consideraram antimaçónicos os protagonistas do assalto à Casa do Sino.

## A atualidade
Presentemente, a Grande Loja Legal de Portugal é a uma potência Maçónica em Portugal reconhecida como tal por mais de 200 das Maçonarias Regulares estrangeiras com as quais mantém relações maçónicas. Conta presentemente mais de 1300 obreiros e mais de 70 Lojas.
A Grande Loja Regular de Portugal não revela no seu sítio por que Obediências é maçonicamente reconhecida. Estima-se que conte presentemente com cerca de uma centena de obreiros.[parcial?]
Ambas reclamam para si a continuidade da GLRP fundada em 1991. Terá a GLRP razão, numa perspetiva jurídica, uma vez que existe ininterruptamente sob o mesmo nome enquanto Associação Civil desde 1991. Porém, numa perspetiva maçónica, a maioria das Potências Maçónicas internacionais reconhece a GLLP como sendo a mesma Obediência Maçónica criada em 1991, não obstante a mudança de nome em 1996.[parcial?][carece de fontes?] Note-se, por fim, que, em virtude do princípio da exclusividade territorial, não pode haver duas Obediências Maçónicas reconhecidas com jurisdição sobre o mesmo território, pelo que as Obediências que reconhecem a GLLP não reconhecerão a GLRP, e vice-versa.